# Fritz Thyssen
Friedrich Thyssen, detto Fritz (Mülheim an der Ruhr, 9 novembre 1873 – Buenos Aires, 8 febbraio 1951), è stato un imprenditore tedesco.

## Biografia
Importante personaggio dell'industria tedesca appoggiò inizialmente l'ascesa del regime nazista ma in seguito ruppe con loro.

### Giovinezza
Thyssen nacque a Mülheim nella zona della Ruhr. Suo padre, August, era a capo dell'azienda mineraria e siderurgica Thyssen, fondata da suo padre Friedrich e con sede nella città della Ruhr, Duisburg. Friedrich studiò mineraria e metallurgia a Londra, Liegi e Berlino e, dopo un breve periodo nell'esercito tedesco, entrò nell'azienda di famiglia. Il 18 gennaio 1900 a Düsseldorf sposò Amelie Helle o Zurhelle (Mülheim am Rhein, 11 dicembre 1877 - Puchdorf bei Straubing, 25 agosto 1965), figlia di un proprietario di fabbrica. La loro unica figlia, Anna (Anita; più tardi Anita Gräfin Zichy-Thyssen), nacque nel 1909. Thyssen si arruolò nuovamente nell'esercito nel 1914, ma fu presto congedato a causa di una malattia polmonare.

### Repubblica di Weimar
Thyssen era un nazionalista tedesco che sosteneva il nazismo, credendo che un controllo limitato del governo sulla produzione e la proprietà delle banche e dei trasporti fosse un mezzo per prevenire la diffusione del comunismo. Nel 1923, quando le truppe francesi e belghe occuparono la Ruhr per punire la Germania per non aver soddisfatto pienamente i suoi pagamenti di riparazione, egli prese parte alla resistenza nazionalista contro gli occupanti, guidando i produttori di acciaio della Ruhr nel rifiutare di cooperare nella produzione di carbone e acciaio per loro. Fu arrestato, imprigionato e ricevette una grossa multa per le sue attività, che lo resero un eroe nazionale. Nel corso degli anni '20, le aziende Thyssen continuarono ad espandersi. Thyssen prese il controllo delle aziende Thyssen alla morte di suo padre nel 1926, e nello stesso anno formò la Vereinigte Stahlwerke AG, controllando più del 75% delle riserve di ferro della Germania e impiegando 200.000 persone. Ebbe un ruolo di primo piano nella vita commerciale tedesca, come capo dell'Associazione tedesca dell'industria siderurgica e dell'Associazione del Reich dell'industria tedesca, e come membro del consiglio della Reichsbank.
Nel 1923, Thyssen incontrò l'ex generale Erich Ludendorff, che gli consigliò di assistere ad un discorso tenuto da Adolf Hitler, leader del partito nazista. Thyssen fu colpito da Hitler e dalla sua aspra opposizione al Trattato di Versailles, e cominciò a fare grandi donazioni al partito, compresi 100.000 marchi d'oro (25.000 dollari) nel 1923 a Ludendorff. In questo era insolito tra i leader d'affari tedeschi, poiché la maggior parte erano conservatori tradizionali che consideravano i nazisti con sospetto. Il motivo principale di Thyssen nel sostenere i nazisti era la sua grande paura del comunismo; aveva poca fiducia che le varie fazioni anticomuniste tedesche avrebbero impedito una rivoluzione in stile sovietico in Germania, a meno che il fascino popolare del comunismo tra le classi inferiori non fosse cooptato da un'alternativa anticomunista. Gli investigatori del dopoguerra scoprirono che aveva donato 650.000 Reichsmark ai partiti di destra, soprattutto ai nazisti, anche se Thyssen stesso affermò di aver donato 1 milione di marchi al Partito Nazista. Thyssen rimase membro del Partito Popolare Nazionale Tedesco fino al 1932, e non si unì al Partito Nazista fino al 1933.
Nel novembre 1932, Thyssen e Hjalmar Schacht furono i principali organizzatori di una lettera al presidente Paul von Hindenburg per sollecitarlo a nominare Hitler cancelliere. Thyssen convinse anche l'Associazione degli industriali tedeschi a donare tre milioni di Reichsmark al partito nazista per le elezioni del Reichstag del marzo 1933. Come ricompensa, fu selezionato per correre come candidato nazista alle elezioni, e fu eletto al Reichstag e nominato al Consiglio di Stato della Prussia, il più grande stato tedesco.

### Germania Nazista
Thyssen accolse con favore la soppressione nazista delle organizzazioni di sinistra come il partito comunista, il partito socialdemocratico e i sindacati. Nel 1934, fu uno dei leader economici che persuase Hitler a sopprimere le Sturmabteilung, portando alla "Notte dei lunghi coltelli".
Thyssen accettò la legislazione antiebraica nella Germania nazista prebellica che escludeva gli ebrei dagli affari e dalla vita professionale, e licenziò i suoi dipendenti ebrei. Ma come cattolico, si oppose alla crescente persecuzione nazista della Chiesa cattolica in Germania, che prese piede dopo il 1935: nel 1937 inviò una lettera a Hitler, protestando contro la persecuzione dei cristiani in Germania. Il punto di rottura per Thyssen fu il violento pogrom contro gli ebrei nel novembre 1938, noto come notte dei cristalli, che lo fece dimettere dal Consiglio di Stato prussiano. Dal 1939 stava anche criticando aspramente le politiche economiche naziste, che si concentravano sul riarmo in preparazione della guerra.

### Seconda Guerra Mondiale
Il 1º settembre 1939, l'invasione della Polonia segnò l'inizio della seconda guerra mondiale. Thyssen inviò a Hermann Göring un telegramma in cui diceva di essere contrario alla guerra, poco dopo essere arrivato in Svizzera con la sua famiglia. Fu espulso dal partito nazista e dal Reichstag, e la sua azienda fu nazionalizzata. L'azienda fu restituita ad altri membri della famiglia Thyssen diversi anni dopo la guerra.
Nel 1940, Thyssen si rifugiò e si trasferì in Francia, con l'intenzione di emigrare in Argentina, ma fu coinvolto nell'invasione tedesca della Francia e dei Paesi Bassi mentre era in visita alla madre malata in Belgio. Fu arrestato dalla Francia di Vichy e rimandato in Germania, dove fu confinato, prima in un sanatorio vicino a Berlino, poi dal 1943 nel campo di concentramento di Sachsenhausen. Sua moglie Amelie non fuggì in Argentina e passò tutta la guerra nel campo di concentramento con suo marito.
Nel febbraio 1945, Thyssen fu mandato nel campo di concentramento di Dachau. Da lì divenne parte del gruppo di Ostaggi delle SS in Alto Adige che vennero portati a Villabassa in Val Pusteria (Alto Adige). Il 4 maggio 1945 fu liberato dagli anglo-americani presso il lago di Braies (BZ).
Fu trattato relativamente bene e trasferito in Tirolo alla fine di aprile del 1945 insieme ad altri importanti detenuti, dove le SS lasciarono i prigionieri. Fu liberato dalla 42ª Divisione di fanteria e dalla 45ª Divisione di fanteria il 5 maggio 1945.

### Dopoguerra
Mentre Thyssen era imprigionato in Germania, una biografia fu pubblicata negli Stati Uniti nel 1941 con il titolo I Paid Hitler. Il libro fu scritto dal giornalista Emery Reves, sulla base delle memorie dettate da Thyssen. Questo libro sostenne l'idea di Reves che gli industriali tedeschi come classe sostennero e finanziarono Hitler e lo misero al potere.
Thyssen fu processato per essere un sostenitore del partito nazista. Non negò di essere stato un sostenitore del nazismo fino al 1938, e accettò la responsabilità per il maltrattamento dei dipendenti ebrei da parte delle sue aziende negli anni '30, anche se negò il coinvolgimento nell'impiego di lavoro forzato durante la guerra. Il 2 ottobre 1948, un tribunale di denazificazione dichiarò Thyssen un colpevole minore e lo condannò a una multa pari al 15% del suo patrimonio. Thyssen accettò di pagare 500.000 marchi tedeschi (equivalenti a 1.526.836 euro nel 2017) come risarcimento a coloro che hanno sofferto a causa delle sue azioni, e fu assolto da altre accuse. Nel gennaio 1950, lui e sua moglie emigrarono a Buenos Aires, dove morì l'anno successivo. Thyssen fu sepolto nel mausoleo di famiglia a Mülheim.
Nel 1959, la vedova di Thyssen, Amélie, e la figlia Anita Gräfin Zichy-Thyssen istituirono la Fondazione Fritz Thyssen per far progredire la scienza e le scienze umane, con un capitale di 100 milioni di marchi tedeschi (equivalenti a 227 milioni di € 2017). Amélie Thyssen morì nel 1965. Anita Gräfin Zichy-Thyssen ha gestito la Fondazione fino alla sua morte nel 1990. La famiglia non ha voce in capitolo nella gestione della Fondazione.